# كهوف هاو
كهوف هاو (بالإنجليزية: Howe Caverns)‏؛ هي مجموعة من الكهوف التي تقع في مقاطعة شوهاري في الولايات المتحدة.

## السياحة
تعد «كهوف هاو» إحدى مواقع الجذب السياحي في مقاطعة شوهاري في ولاية نيويورك الأمريكية.